# 约翰内斯堡
約翰尼斯堡（南非語： [jʊəˈɦanəsbœrχ]，英語： /dʒoʊˈhænɪsbɜːrɡ/ joh-HAN-iss-burg），简称約堡（英語：Jo'burg），是南非最大的城市與經濟、文化中心，同時亦為世界上最大的50個城市之一。約翰尼斯堡為豪登省首府及最大城市，也是該省最富裕的地區。雖然約翰內斯堡不是南非三個首都城市之一，但它是憲法法院的所在地。這城市位於富含礦物的維瓦特斯蘭山脈中，是世界上最大規模黃金和鑽石貿易的中心。
這座大都市是全球化與世界城市研究網絡列出的全球城市之一。2011年，約翰內斯堡市的人口為4,434,827，成為南非人口最多的城市。同年，大約翰尼斯堡都會區人口為7,860,781。但都會區的面積達1,645平方公里（635平方英里），較其他主要城市大，所以人口密度為較適中的2,364/平方公里（6,120平方英里）。
這城市成立於1886年，當時在農場發現了黃金。由於威特沃特斯蘭德發現了極大規模的金礦，這座城市通常被形容為現代的“黃金國”。該名稱源於參與建立城市的三名男子中的一人或全部。在十年來，人口增長達到10萬。
從20世紀70年代末到1994年，索韋托是一個獨立的城市，現在則為約翰內斯堡的一部分。索韋托最初是“South-Western Townships”的首字母縮寫，其起源於約翰內斯堡郊區的一系列定居點，主要由來自黃金採礦業的非洲本地工人居住。索韋托雖然最終被併入約翰內斯堡，但已經被分開作為黑人的住宅區，他們不被允許居住在約翰內斯堡。蘭薩尼亞主要由講英語的印度裔南非人居住。根據南非白人政府的種族隔離政策，這些地區被指定為非白人地區。

## 城市得名
城市早期历史中涉及了相当多个名为“约翰内斯”的个人，因此，“约翰内斯堡”得名原因众说纷纭。
其中一种可能来源是克里斯蒂安·约翰内斯·朱伯特，他是隶属于测量局长亨德里克·德克森办公室的首席书记员。他是前南非议会成员，也是南非矿务局长。另一种可能性是斯蒂芬努斯·约翰内斯·保卢斯·克鲁格（又名保罗·克留格尔），1883年至1900年南非共和国总统。还有一种可能来源是约翰内斯·迈耶，约翰内斯堡地区的第一位政府官员。
准确的得名原因历史现已不可考，约翰内斯·里斯克和约翰内斯·朱伯特作为英国代表团成员被派往这里以获得该地区的采矿权。约堡城中拥有一座以朱伯特命名的公园，和一条以里斯克命名的一条主要街道，在这条街上坐落着里斯克街邮政局，该邮政局占据城市历史重要的一席之地，但目前建筑已显破旧 。约翰内斯堡市政厅也坐落在里斯克街。

## 历史
最初围绕在约翰内斯堡的人主要是闪族部落，13世纪开始，说班图语的群落开始从非洲中心地带向该地区迁徙并侵占了闪族土著的土地。到了十八世纪中叶，该地区充满了大量索托-茨瓦纳人社群。作为班图语群落的一支后裔，他们其实是西方今天的博茨瓦纳到南方莱索托地区势力的延伸，北至佩迪（Pedi）地区。
索托-茨瓦纳人的石头遗迹表明，城镇和乡村就曾分布在现在德蘭士瓦的某些地区和约翰内斯堡市区周围，索托-茨瓦纳群体在该地区发展起了农业，蓄养牛群、绵羊和山羊，并曾大量开采冶炼铜矿、铁矿和锡。根据1960年代的大量记录和评估，索托-茨瓦纳群体大致处于铁器时代晚期。
19世纪早期，荷兰探险者（Voortrekkers，在南非语及荷兰语中意為“先民”）最早到达该地区，与索托-茨瓦纳人合作赶走了马特贝莱（Matebele）。1830年早期在比勒陀利亚和勒斯滕堡建立了殖民地，宣布拥有后来成为南非共和國（非正式國名是德蘭士瓦共和國）一部分的约翰内斯堡的主权。
1976年6月16日，南非白人政府在城西南25公里的索韦托（黑人最集中的隔离区）血腥镇压了索維托起義。

## 人口統計
約翰內斯堡总人口达3,225,812左右，其中半数以上都是黑人。
黑人佔人口的73%，其次是白人16%，有色人種6%，亞洲人佔4%。42%的人口在24歲以下，而6%的人口是60歲以上。37%的城市居民失業。91%的失業人員是黑人。婦女佔勞動人口的43%。19%的經濟活躍人士在批發和零售業工作，18%在金融、房地產及商業服務，17%在社區、社會及個人服務，12%在製造業。只有0.7%在採礦業工作。
在約翰內斯堡，29%的成年人從高中畢業。14%有高等教育（大學或技術學校）。7%的居民完全是文盲。15%有小學教育。
34%使用公共交通工具上班或上學。32%步行到工作或學校。還有34%使用私人交通工具上班或上學。

## 治安
1991年《种族区域法》废除后，约翰内斯堡饱受都市衰退的困扰。数千名之前被禁止在市区居住的贫困黑人从索韦托等周边黑人城镇迁入这座城市。同时，许多来自周边非洲国家的移民涌入南非，而这些移民的母国大多经济陷入困境或饱受战争蹂躏。这导致市区许多建筑物被屋主遗弃，特别是在高密度地区，如希尔布罗。这也导致包括约翰内斯堡证券交易所在内许多公司和机构，将总部从市中心迁到了桑顿等郊区市镇
复兴市中心是约翰内斯堡市政府的主要目标之一。该市已采取各种严厉措施打击犯罪，包括在街角安装闭路电视。截至2008年12月11日，闭路电视监控已覆盖约翰内斯堡市中心的每个街角。约翰内斯堡大都会警察局（JMPD）运营的闭路电视系统会在车辆通过中央商务区（CBD）时扫描每辆车的车牌来发现被盗或被劫持的车辆，然后将它们与eNaTIS数据库进行比较。JMPD声称，警察对在CBD犯罪的平均反应时间是60秒。
城市更新正在缓慢推进中，一些之前的城市禁区已经焕然一新，如布拉姆方丹，新城区和中央商务区。比如，曾经的黑帮天堂布拉姆方丹现在咖啡馆，而新城区则拥有一个互动科学博物馆。
随着经济站稳并开始增长，约翰内斯堡的犯罪率有所下降。2001年至2006年，位于市中心的投资额为90亿南非兰特（12亿美元）。预计到2010年，市中心的投资将达到100亿南非兰特（15亿美元）。于此同时，2010年世界杯的举办也为城市带来额外发展。 为准备2010年世界杯的开幕式和闭幕式，约翰内斯堡市政府争取到了前纽约市市长鲁迪·朱利安尼的帮助，以帮助降低犯罪率。
2007年约翰内斯堡市的谋杀案达1697起，比率为每10万居民43起。2016年，谋杀率急剧下降至每10万居民29.4起，这一数字约为开普敦的一半，低于全国平均水平。

## 交通
捷運系統僅存於城內少數舊市區，新的鐵路線路則仍興建當中。

## 教育
- 金山大學（University of the Witwatersrand）
- 約翰內斯堡大學（University of Johannesburg）

## 主要建築物

### 卡爾登中心
卡爾登中心是位於中央車站600公尺處的50層大樓，是非洲第二高的摩天大樓（非洲最高的摩天大樓為萊昂納多大廈）。地下一、二層是購物中心，頂樓有瞭望台，也有餐廳和特產品店。

### 市政廳
位於中央車站南方約500公尺，1913年建成，有一可容納2,000人的音樂廳，會定期舉行交響樂演奏會。

### 希爾布羅塔
希爾布羅塔是聳立於約翰尼斯堡希爾布羅區街上的圓柱形建築物，高269米，是非洲最高的建築物，是非洲國內外通訊系統的中心，塔頂附近有6層樓高的瞭望台，可在豪華的迴轉餐廳內眺望風景和用餐，但現在不對外開放。

### 鐵路博物館
博物館利用過去的約翰尼斯堡建立的，與現在的中央車站相鄰，館內展示精緻的火車模型和圖片和使用過貨車的零件。

### 金山大學
金山大學位於市區西北，在1922年成立。金山大學是南非最著名的大學之一，該校有五個校區，每個校區色彩都不一樣。

### 班蘇山攝影博物館
在中央車站北方2公里處，保存南非發展的歷史照片，也收藏具有歷史性的照相機和照相器材。

### 約翰內斯堡國際機場

约翰内斯堡市徽 (1997)

約翰內斯堡國際機場是南非和非洲最繁忙機場。

## 画廊
- 高画质约翰内斯堡城市景观，Paul Saad作品 （页面存档备份，存于）

## 氣候
| 約翰尼斯堡（1961-1990）             | 約翰尼斯堡（1961-1990） | 約翰尼斯堡（1961-1990） | 約翰尼斯堡（1961-1990） | 約翰尼斯堡（1961-1990） | 約翰尼斯堡（1961-1990） | 約翰尼斯堡（1961-1990） | 約翰尼斯堡（1961-1990） | 約翰尼斯堡（1961-1990） | 約翰尼斯堡（1961-1990） | 約翰尼斯堡（1961-1990） | 約翰尼斯堡（1961-1990） | 約翰尼斯堡（1961-1990） | 約翰尼斯堡（1961-1990） |
| 月份                                | 1月                     | 2月                     | 3月                     | 4月                     | 5月                     | 6月                     | 7月                     | 8月                     | 9月                     | 10月                    | 11月                    | 12月                    | 全年                    |
| ----------------------------------- | ----------------------- | ----------------------- | ----------------------- | ----------------------- | ----------------------- | ----------------------- | ----------------------- | ----------------------- | ----------------------- | ----------------------- | ----------------------- | ----------------------- | ----------------------- |
| 平均高温 °C（°F）                   | 26 (79)                 | 25 (77)                 | 24 (75)                 | 21 (70)                 | 19 (66)                 | 16 (61)                 | 17 (63)                 | 19 (66)                 | 23 (73)                 | 24 (75)                 | 24 (75)                 | 25 (77)                 | 22 (72)                 |
| 平均低温 °C（°F）                   | 15 (59)                 | 14 (57)                 | 13 (55)                 | 10 (50)                 | 7 (45)                  | 4 (39)                  | 4 (39)                  | 6 (43)                  | 9 (48)                  | 11 (52)                 | 13 (55)                 | 14 (57)                 | 10 (50)                 |
| 平均降水量 mm（）                   | 125 (4.9)               | 90 (3.5)                | 91 (3.6)                | 54 (2.1)                | 13 (0.5)                | 9 (0.4)                 | 4 (0.2)                 | 6 (0.2)                 | 27 (1.1)                | 72 (2.8)                | 117 (4.6)               | 105 (4.1)               | 713 (28.1)              |
| 来源：South African Weather Service |                         |                         |                         |                         |                         |                         |                         |                         |                         |                         |                         |                         |                         |

## 姐妹城市
约翰内斯堡姐妹城市包括：
- 阿克拉[28]
- 衣索比亞亚的斯亚贝巴[28]
- 英国伯明翰[28]
- 刚果民主共和国金沙萨[28]
- 英国伦敦[28]
- 莫桑比克馬托拉[28]
- 美国纽约[28][29]
- 中華民國臺北市
- 法國马恩河谷省[28]
- 纳米比亚温得和克[28]
- 卢旺达基加利

### 引用
1. 1 2  . Collins English Dictionary.   [17 July 2018]. （原始内容存档于2021-03-08） （英语）.
2. ↑  . Crwflags.com.   [9 December 2010]. （原始内容存档于2010-08-14）.
3. ↑   (PDF): xlv–lii.   [2016-06-01]. （原始内容存档 (PDF)于2019-07-13）.
4. 1 2 3 4  . Census 2011.   [2019-03-27]. （原始内容存档于2016-07-07）.
5. 1 2  Thomas Brinkhoff. . City Population. 15 September 2014  [17 April 2015]. （原始内容存档于2019-03-06）.
6. ↑   (PDF). United Nations: 11. 2016  [2019-11-14]. （原始内容存档 (PDF)于2017-10-01）.
7. ↑   (PDF). Gauteng City-Region Observatory: 1. 2013  [1 January 2015]. （原始内容 (PDF)存档于11 January 2015）.
8. 1 2  Vorster, Gareth.  (报告). 11 March 2015  [2019-05-14]. （原始内容存档于2020-04-05） （美国英语）.
9. ↑  Th. Brinkhoff. . Citypopulation.de. 23 January 2010  [2 July 2010]. （原始内容存档于2010-07-04）.
10. ↑  .   [25 May 2015]. （原始内容存档于2015-04-26）.
11. ↑  . Statistics by Place, Metropolitan Municipality. Statistics South Africa.   [17 April 2015]. （原始内容存档于2021-05-01）.
12. ↑  Thomas Brinkhoff. . City Population. 15 September 2014  [17 April 2015]. （原始内容存档于2019-03-06）.
13. ↑  Ritchie, Kevin. . IOL. 2 July 2012  [2018-11-11]. （原始内容存档于2021-03-08）.
14. ↑  . www.joburg.org.za.   [30 April 2020]. （原始内容存档于2021-03-08） （en-ZA）.
15. ↑  . www.theheritageportal.co.za.   [2021-03-02]. （原始内容存档于2019-10-18）.
16. ↑  .   [16 May 2017]. （原始内容存档于11 November 2013）.
17. ↑  . blackpast.org.   [30 November 2015]. （原始内容存档于2015-12-08）.
18. ↑  ,  11th, New York: Encyclopaedia Britannica Co., 1910, OCLC 14782424
19. ↑  . United Nations Human Settlements Programme.   [October 2014]. ISBN 978-92-1-132598-0. （原始内容存档于2014-09-10）.
20. ↑  . Statistics South Africa.   [October 2014]. （原始内容存档于2021-01-05）.
21. ↑  . www.property24.com.   [18 February 2016]. （原始内容存档于2021-02-24）.
22. 1 2  Gifford, Gill. . IOL News. 11 December 2008  [2021-03-02]. （原始内容存档于2021-03-07）.
23. ↑  Drop in serious crime in Jo'burg （页面存档备份，存于）, Mail & Guardian Online, 7 July 2006.
24. ↑  van der Merwe, Christy. . engineeringnews.co.za. 25 May 2007  [2021-03-02]. （原始内容存档于2018-07-10）.
25. ↑  Press Release 6 August 2006, [the http://www.24-7pressrelease.com/view_press_release.php?rID=16863 （页面存档备份，存于） City of Johannesburg is calling for Internal Branding Advice from Global Gurus].
26. ↑   (PDF). South African Medical Research Council: 49.   [22 October 2009]. （原始内容 (PDF)存档于26 July 2011）.
27. ↑  . businesstech.co.za.   [19 November 2020]. （原始内容存档于2020-12-01）.
28. 1 2 3 4 5 6 7 8 9  . joburg.org.za.   [30 November 2015]. （原始内容存档于2014年2月1日）.
29. ↑  . The City of New York.   [2012-12-16]. （原始内容存档于14 August 2013）.

### 來源
- Early Johannesburg, Its Buildings and People. Hannes Meiring, Human & Rousseau. 1986. 143 pages. ISBN 0-7981-1456-8
- Gold! Gold! Gold! The Johannesburg Gold Rush. Eric Rosenthal, AD. Donker, 1970, ISBN 0-949937-64-9
- Johannesburg: The Elusive Metropolis. Sarah Nuttall. Duke University Press. 9 January 2005. 210 pages. ISBN 0-8223-6610-X.
- The Corner House: The Early History of Johannesburg. Alan Patrick Cartwright. MacDonald. 1965. 295 pages.

## 外部連結
- Official website of the City of Johannesburg （页面存档备份，存于）
- Gauteng Provincial Government
- Local Government: Municipal Structures Act 117 of 1998 （页面存档备份，存于）
- Johannesburg Tourism official website
- City of Johannesburg （页面存档备份，存于）
- OpenStreetMap上有關261833893  约翰内斯堡的地理